# Carlo Albizzati
Carlo Albizzati (Milano, 14 febbraio 1888 – Milano, 13 ottobre 1950) è stato un archeologo e numismatico italiano.

## Biografia
Si laureò nel 1912 all'Università degli Studi di Pavia. 
Dopo laureato passo anni di studio a Roma, in particolare ai Musei vaticani.
Dal 1924 insegnò Archeologia e Storia dell'arte classica a Messina e a Cagliari, e in seguito, nel 1929 si trasferì all'Università di Pavia. Dopo la guerra, nel 1947, iniziò a insegnare all'Università di Milano, insegnamento che proseguì fino alla sua morte.
Rilevante la sua opera Vasi antichi dipinti del Vaticano pubblicata in 7 volumi a Roma dal 1924 al 1938.
Durante la permanenza a Cagliari studiò problemi legati all'archeologia sarda pubblicando saggi: Sardus Pater (1927), Due problemi di numismatica sardo-romana (1928). 
Collaborò episodicamente con la Rivista italiana di numismatica con il saggio L'ultima toga “RIN” 35 (1922).